# Budești-Fânațe
Budești-Fânațe – wieś w Rumunii, w okręgu Bistrița-Năsăud, w gminie Budești. W 2011 roku liczyła 329 mieszkańców.